# Вільгельм фон Гізінґер
Вільгельм фон Гізінґер (англ. Wilhelm von Hisinger; *23 грудня 1766, Вестманланд — † 28 червня 1852, Скіннскатеберґ) — шведський хімік, геолог, мінералолог.
Вільгельм фон Гізінґер походив із багатої сім'ї, що володіла копальнями у Швеції. Його батьком був Вільгельм Гізінґ (1731–1780), мати — Барбара Катаріна Фабрін. По смерті батьків у 1780 році його вихованням зайнявся дядько — Йоган Гізінґ (1727–1790). Вільгельм фон Гізінґер отримав добру освіту у приватних учителів і перш за все у лабораторії його сім'ї. Пізніше навчався в університеті Уппсали та з 1786 року у гірському коллегіумі (Bergskollegium). У колегіумі він залишається недовго і повертається додому у Скіннскатеберґ. У співпраці з Єнсом Якобом Берцеліусом відкрив оксиди церію (1803) та літію.
У 1804 році став членом Шведської королівської академії наук.